# Drosera banksii
Drosera banksii ist eine fleischfressende Pflanze aus der Gattung der Sonnentaue (Drosera).

## Beschreibung

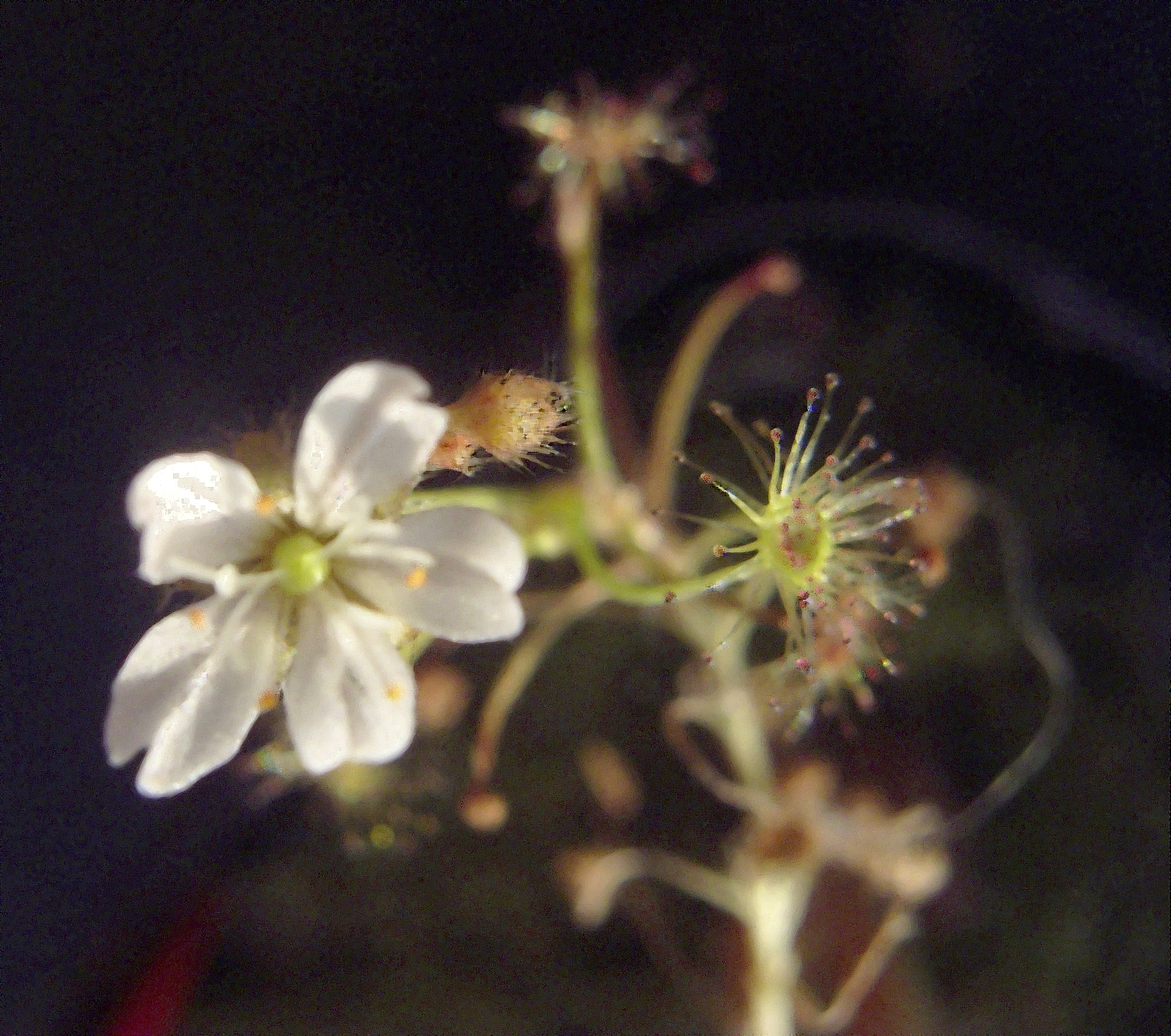
Drosera banksii, Blütenstand

Bei Drosera banksii handelt es sich um eine einjährige krautige Pflanze, eine aufrecht und unverzweigt wachsende Art, die eine Wuchshöhe zwischen drei und fünfundzwanzig Zentimetern erreicht. Die Wurzeln sind fein, aber fleischig. Der Stängel der Pflanze ist am Ansatz haarlos, danach bis zur Spitze schwach mit 0,5 mm langen Härchen besetzt. 
Die Blätter stehen abgespreizt bis schwach zurückgebogen am Stängel. Der dünne Blattstiel ist 5 bis 8 mm lang und gelegentlich rötlich überhaucht. Die nieren- bis schildförmigen Blattspreiten haben einen Durchmesser zwischen 1 und 1,5 mm. Bei älteren Pflanzen sind nur die obersten Blätter der Pflanze vital, der untere Teil ist von alten, abgestorbenen Blättern umgeben. 
Der seitlich aus dem Stamm herauswachsende Blütenstängel der Pflanze ist bis zu drei cm lang und trägt zwischen April und Juli zwei bis zehn weiße, fünfzählige, radiäre, zwittrige Blüten mit einem Durchmesser von rund 5 mm. Die fünf Staubblätter sind bis zu 1,6 mm lang, der Pollen ist gelb.
Die Chromosomenzahl beträgt 2n = 12.

## Verbreitung

Verbreitung von Drosera banksii in Australien

Heimat von Drosera banksii ist der äußerste Norden Australiens zwischen Broome und Cairns sowie das westliche Papua-Neuguinea, wo die Pflanzen in sandigen Böden nahe Flussufern wachsen.

## Systematik
Die Pflanze hat Systematiker lange verwirrt, da sie den Habitus mit den Knollendrosera der Sektion Ergaleium teilt, (in die die nächstverwandte Drosera subtilis auch eingeordnet ist), Lebenszyklus, Verbreitung und Habitat aber eher an den Drosera indica-Komplex erinnerten, mit dem sie teils vergesellschaftet wächst. Umso größer war die Überraschung, als sich die Art als Mitglied der Sektion Lasiocephala, dem sogenannten Petiolaris-Komplex, herausstellte.